# Riec-sur-Belon
Riec-sur-Belon ( Bretons: Rieg-ar-Belon ) is een plaats in het Franse departement Finistère, in de regio Bretagne. De plaats maakt deel uit van het arrondissement Quimper. De Bélon is de rivier in de naam. De gemeente telde 4.374 inwoners op 1 januari 2022.

## Geschiedenis
Riec-sur-Belon dankt zijn naam aan Saint Rioch, een Keltische heilige uit de 6e eeuw. Toen Saint Rioch daar predikte leidde zijn overtuigende kerstening tot de ondergang van een soort heidens schrikbewind, dat toen in dit gebied woedde, mede dankzij hem en zijn pas verworven volgelingen. Riec kende verschillende schrijfwijzen en spellingsveranderingen, onder andere Riek, Rieuc, Rieuk, Riec en uiteindelijk Riec-sur-Belon in 1898, op voorstel van Monsieur le Marquis de Bremond d'Ars, om verwarring met het vroegere Briec-de-l'Odet, nu Briec, te voorkomen.
In het jaar 570 werd het riviergebied van de Bélon Belen genoemd, afgeleid van de zonnegod Jadis. Deze korte rivier is zo'n 4 à 5 km lang (somtijds breder dan 400 à 500 meter en zo ook dusdanig een fjord). De streek rondom bleef nog woest zoals in de tijd van de prehistorie.
Het blazoen van Riec-sur-Belon symboliseert: een geel wapenschild met in het midden horizontaal een bochtige waterloop met daarin drie oesterschelpen, symbool van de rivier met zijn vermaarde oesterbanken en -kweek. Onderaan prijkt een rode rechtopstaande klauwende leeuw. De twee blauwe ruitvormen met daarin kleinere gele ruitvormen herinneren aan de familie Guer de Pontcallec, een machtige Bretonse familie, die aan het hoofd stond van veel Bretonse gebieden gedurende verscheidene eeuwen, en de heren van Manoir de la Porte Neuve van Riec, vanaf omstreeks 1300 tot 1800. In het midden prijkt de zwarte hermelijn, het symbool van de Bretonse familie Morillon, grootgrondbezitters van La Porte Neuve in de 13e eeuw. Deze zwarte hermelijnen staat ook op de Bretonse zwart-wit gekleurde vlag.
Riec-sur-Belon ligt iets verder van de rivier af. Daar zijn de oesterkweekputten, kweekbassins die bij eb bijna boven water komen. Er zijn aanlegplaatsen voor jachten buiten het vaarwater en aan de kaden. Er loopt een wandelweg langs de oever tot aan de monding van de Belon. Aan het begin van deze wandelweg, met panoramisch uitzicht op de rivier en de verderop gelegen monding, kan men oesters en mosselen eten die direct vanuit de kweekbekkens worden opgediend.

### Afbeeldingen

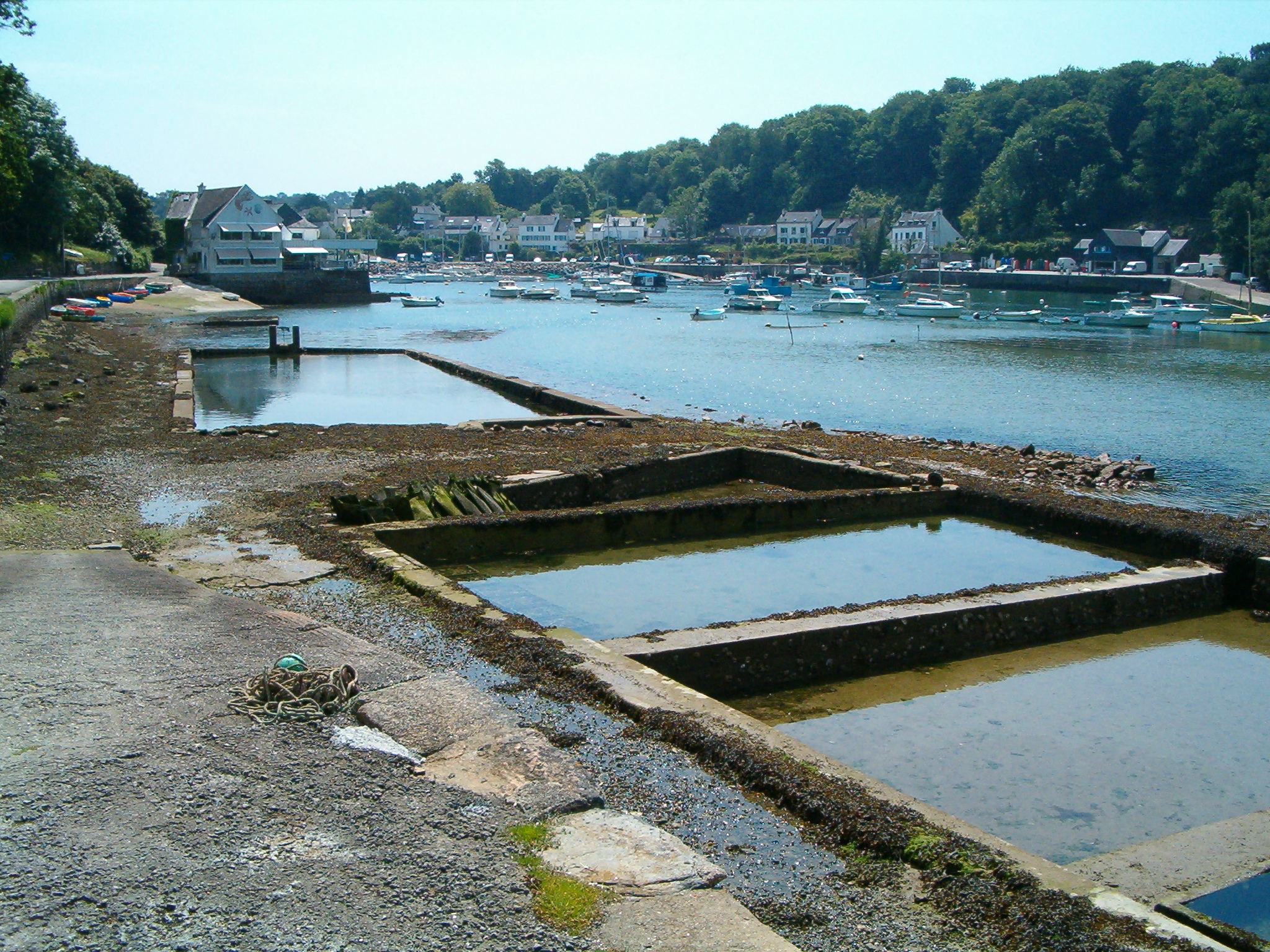
Oesterbanken en -kweek in Riec-sur-Belon
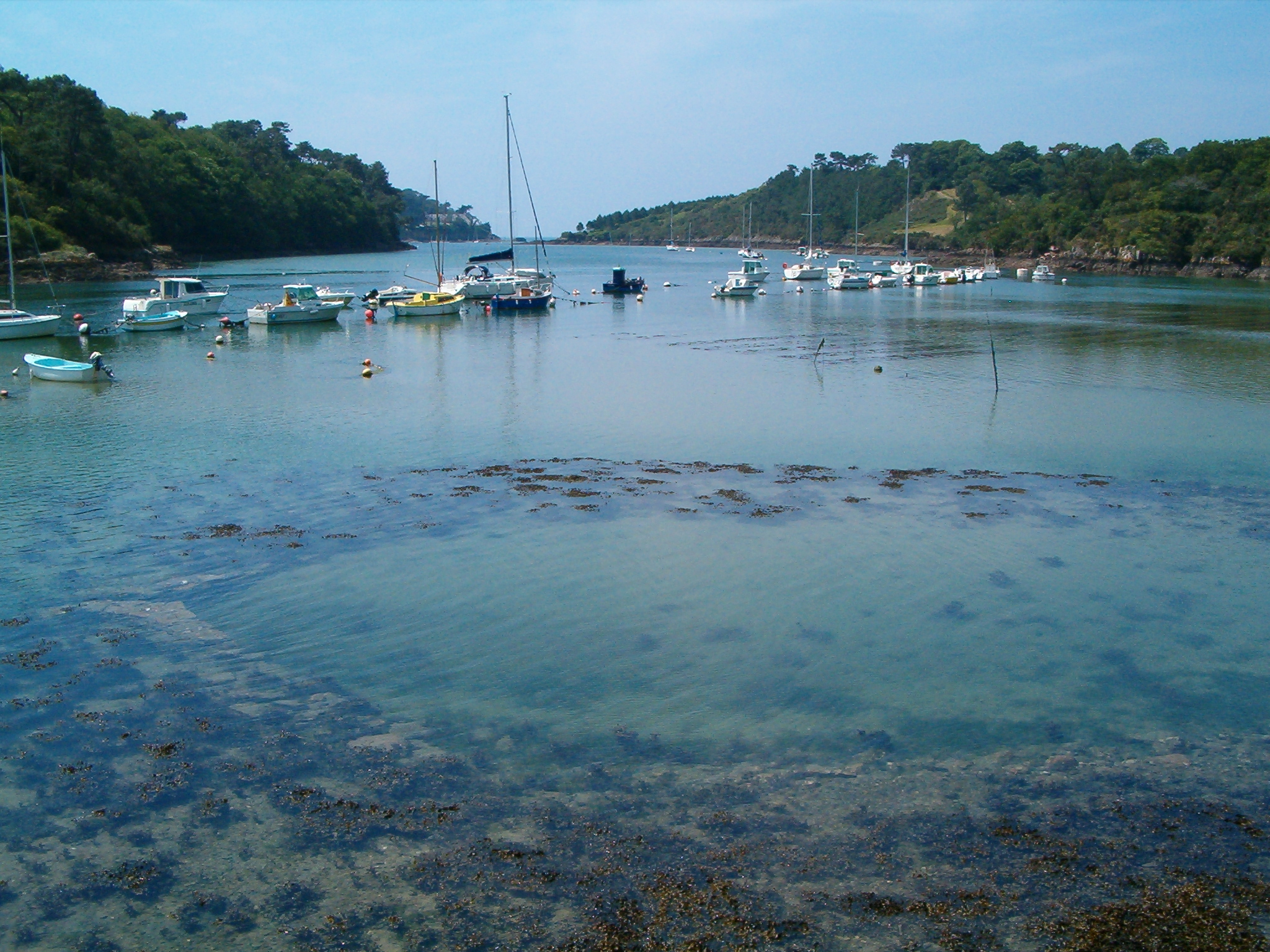
Monding van de Belon in Riec-sur-Belon
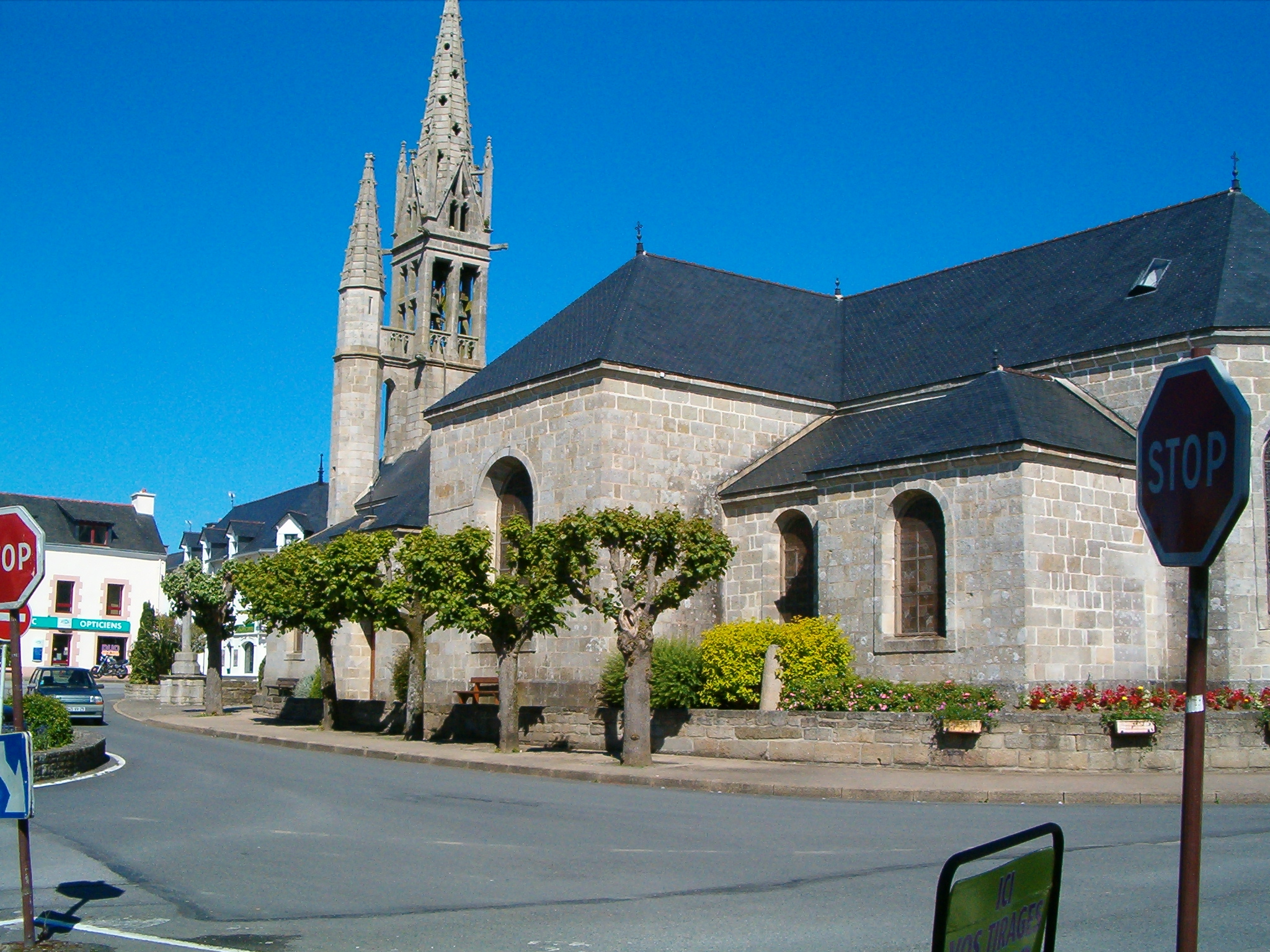
De kerk Saint-Pierre in Riec-sur-Belon

### Mélanie Rouard
Madame Mélanie Rouard werd in 1877 geboren in Riec-sur-Belon. Daar werkte ze op een familieboerderij tot aan haar huwelijk met Louis Rouat. In 1904 opende ze in het centrum van het dorp een 'épicerie-mercerie' (specerij-manifacturenwinkel). In 1914 werd ze weduwe omdat haar man aan het front sneuvelde, zodat ze alleen achterbleef met haar zes kinderen. In 1922 toerden Parijse artiesten in de Finistère rond en kwamen in Riec-sur-Belon aan tijdens het middageten. Ze vonden geen restaurant, maar ze vonden een adres van de épicerie. Ze aanvaardden haar geïmproviseerde klaargemaakte maaltijd.
Bij een andere gelegenheid kwamen de artiesten weer terug en Mélanie maakte deze keer een werkelijk feestmaal. Vervolgens opende ze een restaurant in Riec-sur-Belon, waarmee ze bekendheid verwierf in de streek. Mélanie bereidde gastronomische maar eenvoudige gerechten. Op haar zeekreeft en haar schotels van zeevruchten kwamen verscheidene prominente personen af, waaronder: Vincent Auriol, Colette, René Coty, Eduard Hériot, Georges Pompidou, Curnonsky, "prins van de gastronomie", en vele anderen. Haar vermaarde Grand Cordon Bleu werd in Frankrijk voor het eerst opgediend.
Ze steunde ook de kunstschilders die vooral rond en in het 5 km verderop gelegen Pont-Aven werkten. Haar kunstbezit is een van de mooiste privéverzamelingen van Bretagne. Haar huis ligt iets buiten Riec-sur-Belon, op de weg naar het 14 km verderop gelegen Quimperlé. Het voormalige restaurant "Chez Mélanie" van Madame Mélanie Rouard ligt nabij de kerk Saint-Pierre, daterend uit de 18e (1771) en 19e eeuw, naast het Bureau d'Information de Tourisme. Daar kan men de eetzaal met de grote sierschouw, waar ze haar vermaarde gastronomische bereidingen klaarmaakte, bezoeken. Haar borstbeeld met Bretonse klederdracht staat in de inkomhal.

## Geografie
De oppervlakte van Riec-sur-Belon bedroeg op 1 januari 2022 54,64 vierkante kilometer; de bevolkingsdichtheid was toen 80,1 inwoners per km².

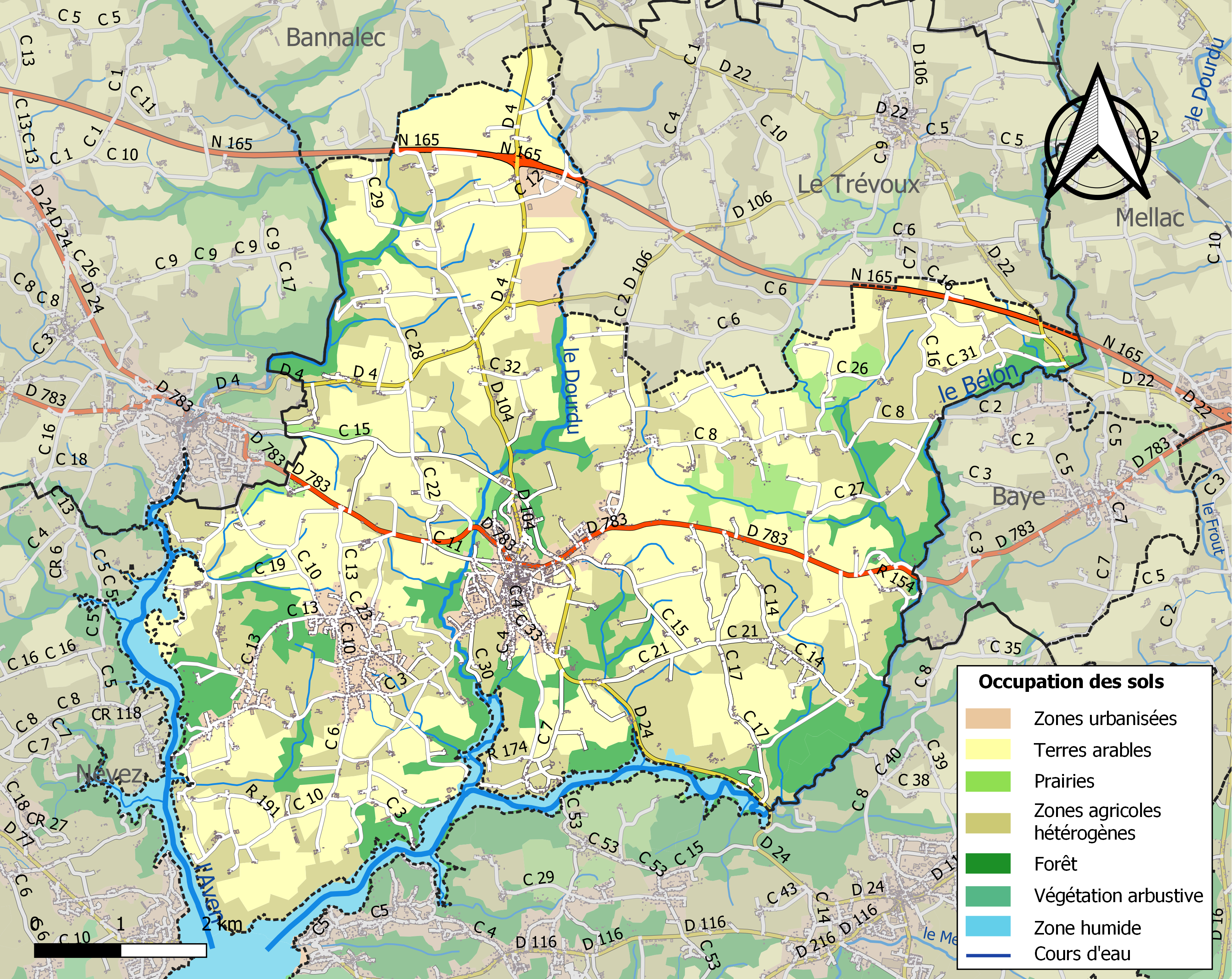
Kaart van de gemeente met belangrijkste infrastructuur, bodemgebruik en omliggende gemeenten

## Demografie
Onderstaande figuur toont het verloop van het inwonertal (bron: INSEE-tellingen).